# Кордейро, Лео
Леонардо Кордейру де Лима Силва — бразильский футболист, полузащитник клуба «Урал» .

## Биография
6 июня 2019 года Лео Кордейро подписал свой первый контракт с «Жил Висенте». Его профессиональный дебют за клуб состоялся 25 августа 2019 года в Премьер-лиге со счетом 1:1 против Браги.
2 августа 2022 года Кордейро подписал контракт с «Мафрой».
7 июля 2023 года перешёл в Эштерлу.
4 августа 2025 года перешёл в российский клуб «Урал», где заключил контракт на один год.